# Nanna nigriventris
Nanna nigriventris är en tvåvingeart som först beskrevs av Friedrich Hermann Loew 1864.  Nanna nigriventris ingår i släktet Nanna och familjen kolvflugor. Inga underarter finns listade i Catalogue of Life.